# Farewell, Angelina
| Recensione                        | Giudizio |
| --------------------------------- | -------- |
| AllMusic                          | [ 2 ]    |
| The New Rolling Stone Album Guide | [ 3 ]    |

Farewell, Angelina è un album di Joan Baez, pubblicato dalla Vanguard Records nell'ottobre del 1965.
L'album si piazzò al decimo posto della Chart Pop statunitense.

## Tracce
Lato A
1. Farewell, Angelina – 3:13 (Bob Dylan)
2. Daddy, You Been on My Mind – 2:15 (Bob Dylan)
3. It's All Over Now, Baby Blue – 3:21 (Bob Dylan)
4. The Wild Mountain Thyme – 4:34 (Brano tradizionale (da una canzone della famiglia McPeake))
5. Ranger's Command – 3:13 (Woody Guthrie (basato dalla canzone tradizionale anglo-americana The Fair Maid on the Plains))
6. Colours – 3:02 (Donovan Leitch)

Lato B
1. Satisfied Mind – 3:22 (Jack Rhodes, Red Hays)
2. The River in the Pines – 3:33 (Brano tradizionale)
3. Pauvre Ruteboeuf – 3:28 (Ruteboeuf, Léo Ferré)
4. Sagt mir, wo die Blumen sind – 4:00 (Pete Seeger (traduzione in tedesco della canzone Where Have All the Flowers Gone))
5. A Hard Rain's A-Gonna Fall – 7:36 (Bob Dylan)

Edizione CD del 2002, pubblicato dalla Vanguard Records (VMD 79701-2)
1. Farewell, Angelina – 3:15 (Bob Dylan)
2. Daddy, You Been on My Mind – 2:16 (Bob Dylan)
3. It's All Over Now, Baby Blue – 3:22 (Bob Dylan)
4. The Wild Mountain Thyme – 4:34 (Brano tradizionale)
5. Ranger's Command – 3:14 (Woody Guthrie)
6. Colours – 3:02 (Donovan Leitch)
7. Satisfied Mind – 3:24 (Jack Rhodes, Red Hayes)
8. The River in the Pines – 3:35 (Brano tradizionale)
9. Pauvre Ruteboeuf – 3:34 (Léo Ferré)
10. Sagt mir, wo die Blumen sind – 4:00 (Pete Seeger)
11. A Hard Rain's A-Gonna Fall – 7:35 (Bob Dylan)
12. One Too Many Mornings – 2:41 (Bob Dylan) – Bonus Track
13. Rock, Salt and Nails – 3:40 (Bruce Phillips) – Bonus Track
14. The Water Is Wide – 3:08 (Brano tradizionale) – Bonus Track

## Musicisti
- Joan Baez - chitarra acustica, voce
- Bruce Langhorne - chitarra elettrica (brani: A2, A3, A6, B1 e B5)
- Russ Savakus - contrabbasso (brani: A1, A2, A3, A5, A6, B1, B2, B3 e B5)
- Richard Romoff - contrabbasso (brani: A4 e B4)
- Ralph Rinzler - mandolino (brano: B1)[7]

Note aggiuntive
- Maynard Solomon - produttore originale LP
- Mark Spector - produttore riedizione su CD
- Joan Baez - note retrocopertina LP originale
- Arthur Levy - note libretto CD
- Brano bonus CD: One Too Many Mornings, registrato nella stessa sessione dell'ellepì Farewell, Angelina (ma non compreso nell'album originale)
- Brano bonus CD: Rock, Salt and Nails, registrato nella stessa sessione dell'ellepì Farewell, Angelina (ma non compreso nell'album originale)
- Brano bonus CD: The Water Is Wide, registrato nella stessa sessione dell'ellepì Farewell, Angelina (ma non compreso nell'album originale)[9]